# Edificio Banco Argentino Uruguayo
El Edificio Banco Argentino Uruguayo se encuentra frente a la plaza de Mayo, en el centro de la ciudad de Buenos Aires, Argentina. Es una de las sedes de la Jefatura de Gabinete de Ministros.

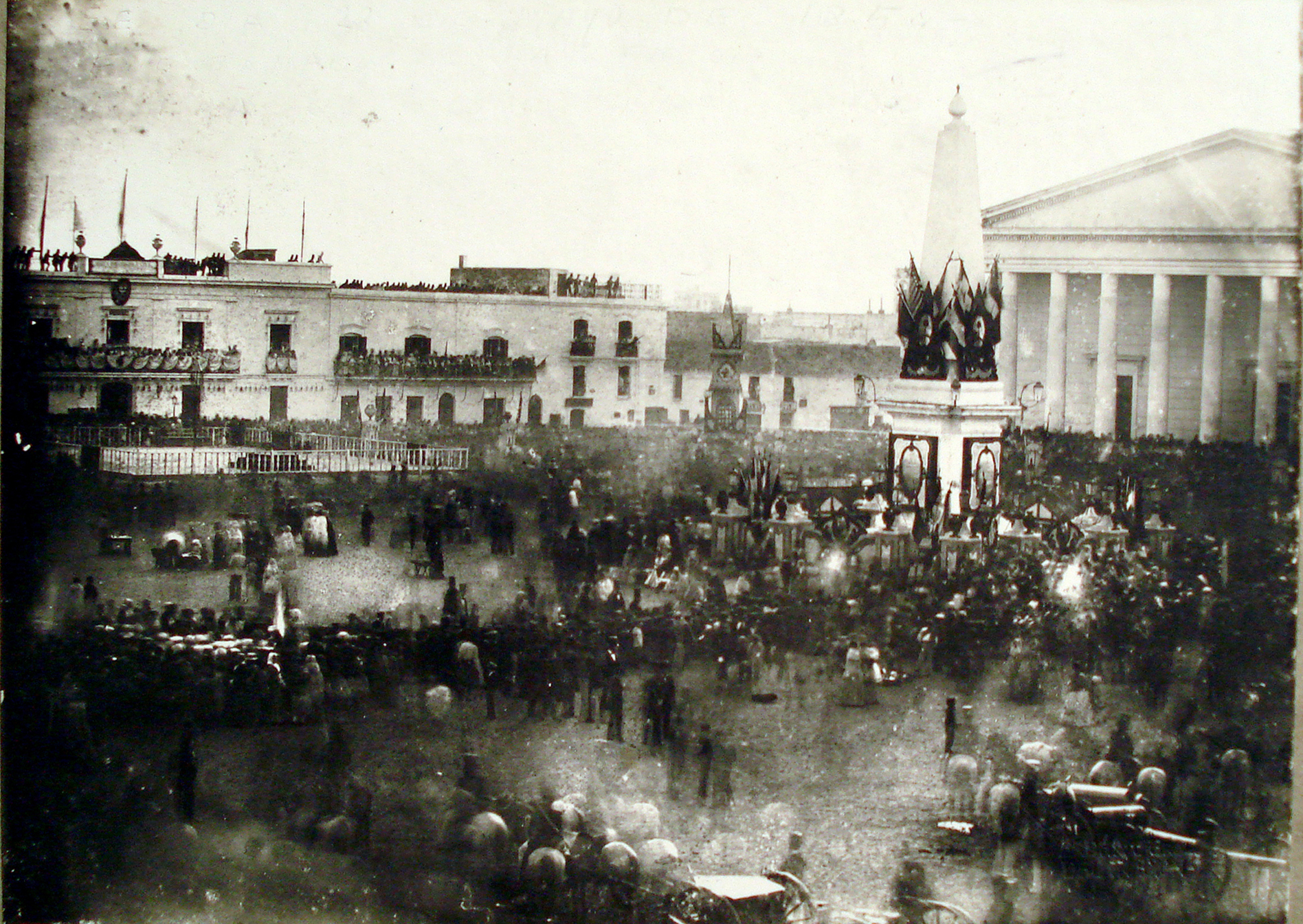
Al fondo, la esquina que hoy ocupa el edificio, en 1854

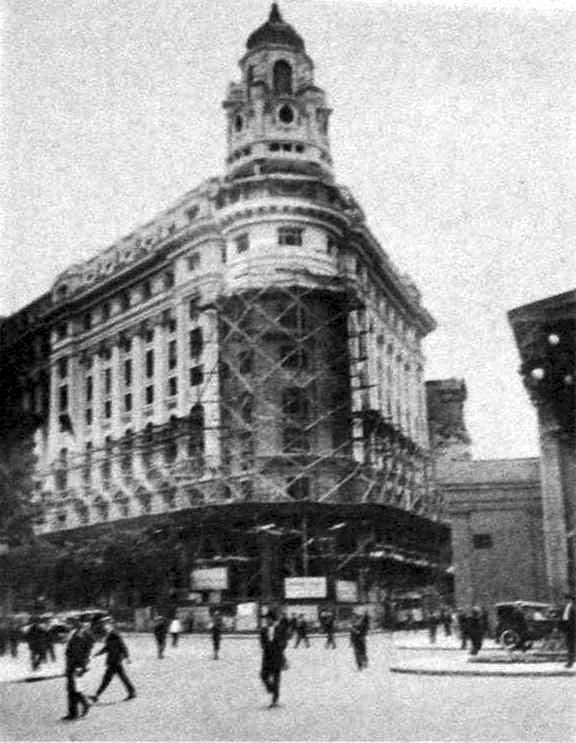
En construcción, 1927

Fue proyectado por el arquitecto de origen francés Eduardo Le Monnier (radicado en Buenos Aires) hacia 1928 para alojar la casa matriz en Argentina del Banco Argentino Uruguayo (fundado en 1918) en la planta baja y entrepiso, y oficinas de renta (alquiler) en los pisos superiores, como se usaba en aquella época. En 1936 el banco estaba al borde de la quiebra, y se transformó en la Sociedad Crédito Argentino Uruguayo, mientras se fusionaba con el Banco Español del Río de la Plata. Más tarde, el Banco Central liquidó la sociedad y remató su edificio, que quedó en manos del Estado.
Posee dos subsuelos, planta baja y 8 pisos altos, con una torre que en su cúpula posee una linterna a 56 metros de altura. Es de estilo academicista francés y está profusamente ornamentado, destacándose su ochava cilíndrica en el cruce de la Diagonal Norte (avenida Presidente Roque Sáenz Peña) y la calle San Martín, adornada con pilastras de orden jónico, al igual que el resto de la fachada.
Cuenta con cinco puertas de acceso, la principal se encuentra en la ochava (n.º 501), pero en la actualidad no está abierta, ya que el ingreso es por el n.º 525. Los ascensores y escalera de acceso a los pisos superiores se instalaron sobre una de las medianeras, y las oficinas están organizadas en torno a un patio interno que brinda aire y luz.
Fue realizado en una estructura de hierro a cargo de la empresa Thyssen Lametal, y la obra estuvo a cargo de la empresa constructora de los ingenieros civiles Ayerza y Perrone, que además fue la propietaria del edificio. Se levantó sobre un terreno de forma trapezoidal, con planta en formato de claustro.
En la fachada se destaca el uso de elementos ornamentales como balaustradas (balcones del 2.º piso), capiteles, rejas artísticas (balcones del 3.º piso) y los retratos del arquitecto Le Monnier sobre las ventanas del 3.º piso, a modo de homenaje. 
En la ochava se aprecia el rostro del arquitecto Eduardo Le Monnier, en dirección a la plaza de Mayo.

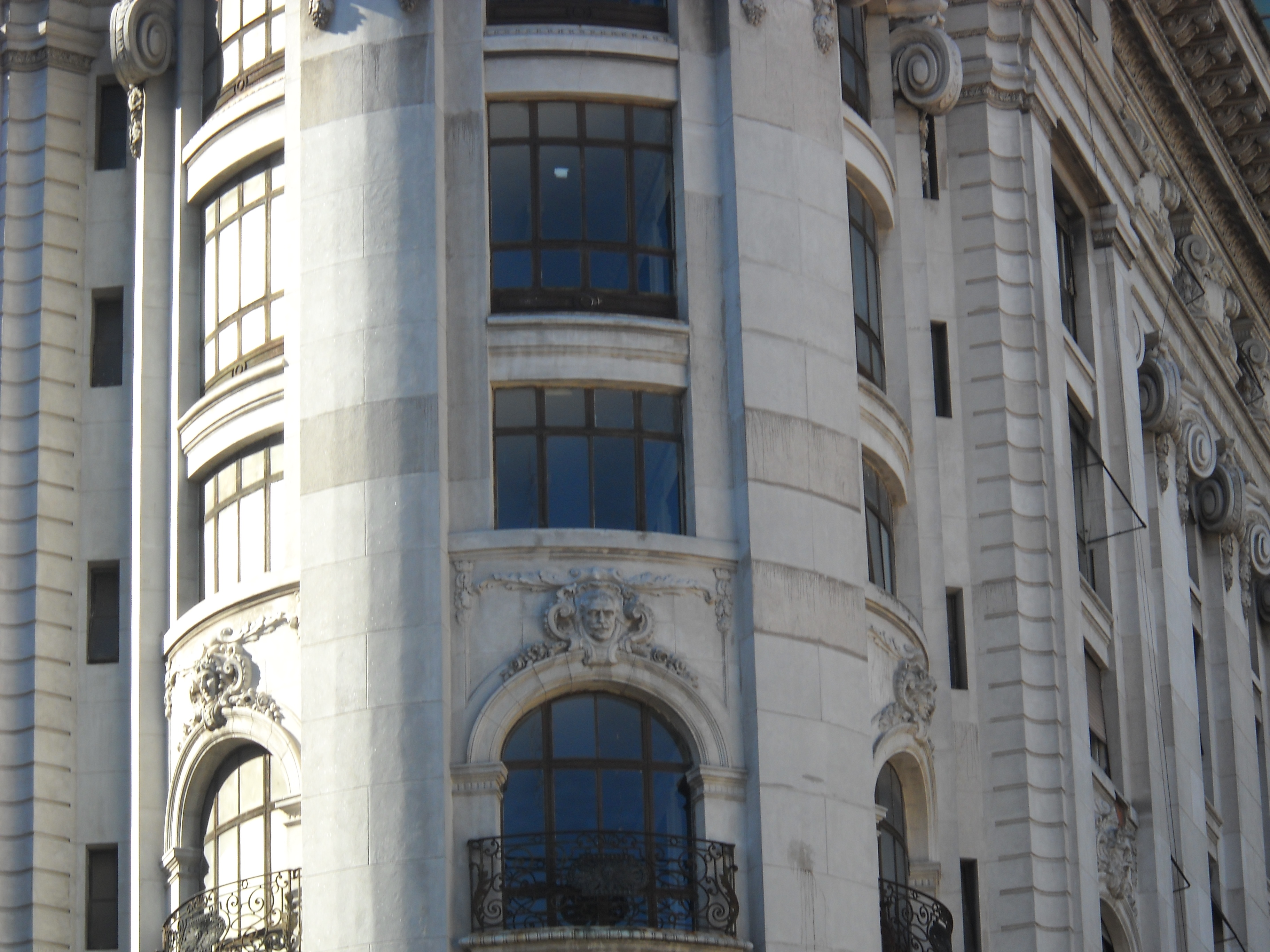
En la parte superior de la ochava se ve el rostro del arquitecto Eduardo Le Monnier.